# Gwendoline Eastlake-Smith
Gwendoline "Gladys" Eastlake-Smith (* 14. August 1883 in London; † 18. September 1941 in Middleham, Grafschaft Yorkshire; nach ihrer Heirat Gladys Lamplough) war eine englische Tennisspielerin.

## Biografie
Eastlake-Smith wurde 1883 als Tochter von Charles Eastlake Smith und dessen Frau Lizzie Smith geboren. Ihr Vater spielte Fußball für die Vereine Crystal Palace und Wanderers FC und nahm 1876 an einem Länderspiel gegen Schottland teil.
1907 gewann Eastlake-Smith die englischen Hallenmeisterschaften (Covered Court Championships). Ein Jahr später stand sie beim selben Turnier erneut im Finale, aber verlor gegen Dorothea Douglass. Bei den Olympischen Spielen in London 1908 gewann sie die Goldmedaille im Hallen-Einzel, bei dem nur 7 Spielerinnen antraten. Weder sie noch die andere Finalistin Alice Greene waren die Top-Spielerinnen zu der Zeit, aber Eastlake-Smith hatte die bessere Hallen-Bilanz der beiden. Zwei Tage nach dem Olympiasieg heiratete sie den Arzt Wharram Henry Lamplough. Mit ihm gewann sie 1913 das später eingestellten Married Doubles Championship und hatte drei Kinder. 1908 und 1910 erreichte sie das Halbfinale der Wimbledon Championships, ihr bestes Resultat dort. 1910 gewann sie außerdem das Turnier im Londoner Queen’s Club. Zuletzt nahm sie 1921 an Wimbledon teil.
Eastlake-Smith starb 1941 im Alter von 58 Jahren in Middleham.